# Baldringen

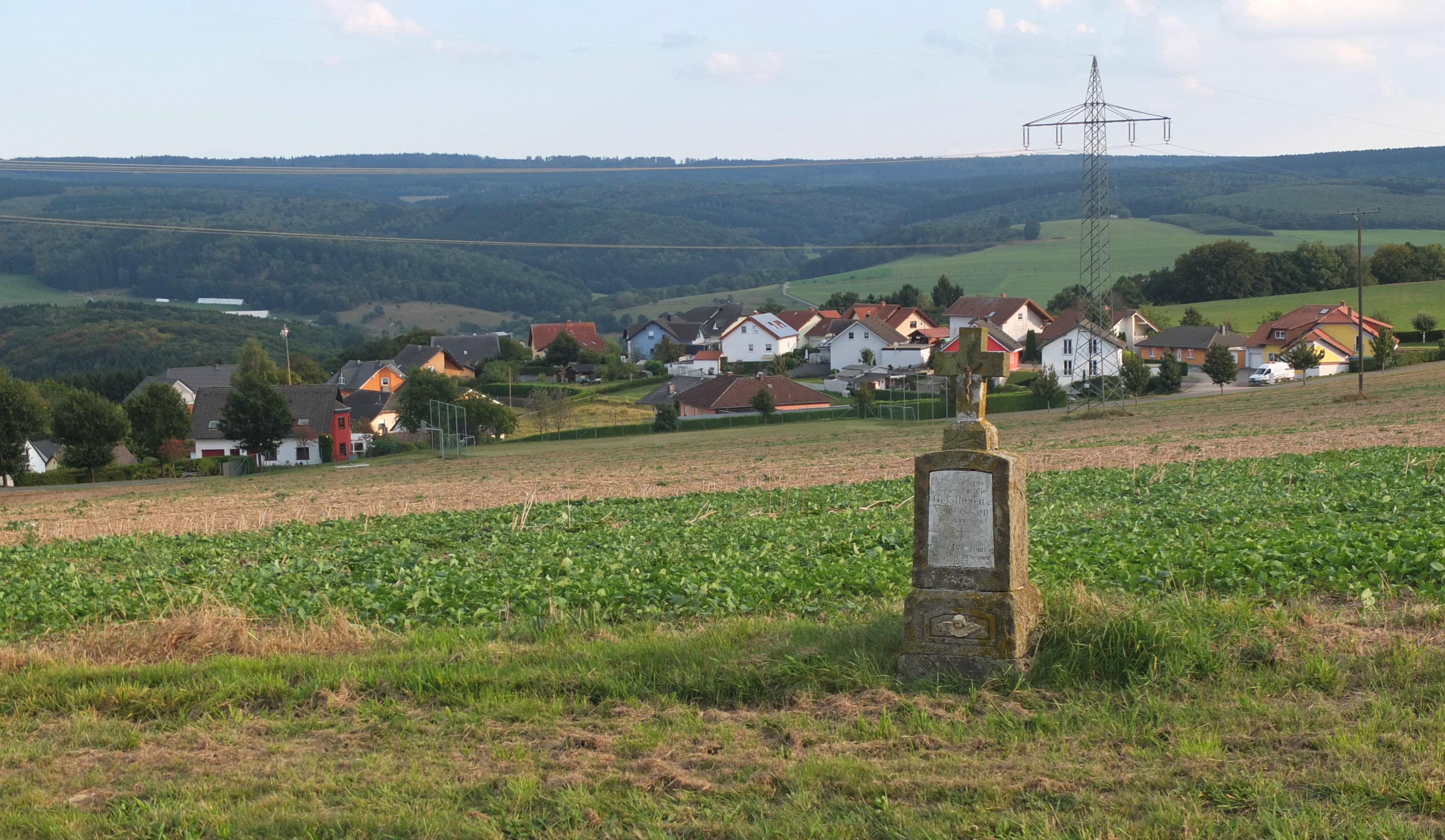
Ansicht von NW, ein Wegekreuz im Vordergrund

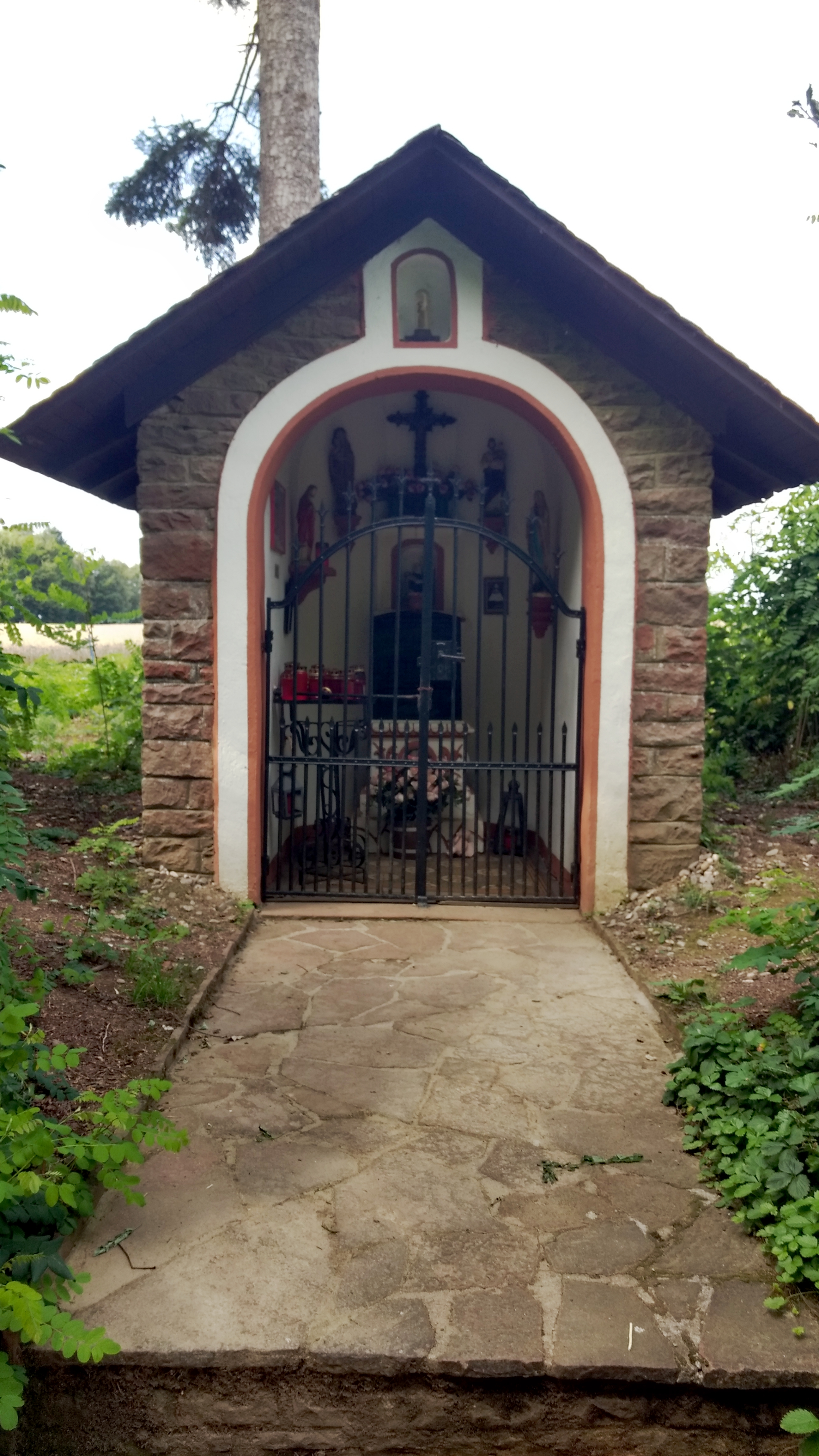
Gedenkhäuschen für die im Ersten Weltkrieg gefallenen Baldringer

Baldringen ist eine Ortsgemeinde im Landkreis Trier-Saarburg in Rheinland-Pfalz. Sie gehört der Verbandsgemeinde Saarburg-Kell an.

## Geographische Lage
Baldringen liegt im Naturpark Saar-Hunsrück etwa neun Kilometer westlich von Kell am See unweit des Treffpunktes der Bundesstraßen 268 (Trier–Saarbrücken) und 407 (Hunsrückhöhenstraße) bei Zerf.

## Geschichte
Der Ort wurde im Jahre 1036 erstmals urkundlich erwähnt, als Propst Albero zu St. Paulin der Abtei St. Matthias zu Trier Güter in Baldringen schenkte.
Der Ort gehörte bis zum Ende des 18. Jahrhunderts zum Amt Saarburg im Kurfürstentum Trier.
Nach dem Jahr 1792 hatten französische Revolutionstruppen das Linke Rheinufer besetzt und nach dem Frieden von Campo Formio (1797) in das französische Staatsgebiet eingegliedert. Im Jahr 1798 wurde die damals neue französischen Verwaltungsstruktur eingeführt, Baldringen gehörte zum Kanton Saarburg des Departments der Saar. Anders als das übrige Gebiet des linken Rheinufers wurde der Kanton Saarburg auf dem Wiener Kongress (1815) zunächst Österreich zugeteilt. Im Zweiten Pariser Frieden trat Österreich mit Wirkung vom 1. Juli 1816 neben anderen Gebieten den Kanton an das Königreich Preußen ab.
Unter der preußischen Verwaltung wurde der Ort der Bürgermeisterei Zerf im Kreis Saarburg des Regierungsbezirks Trier zugeteilt, der von 1822 an zur Rheinprovinz gehörte.
Am 18. Juli 1946 wurde Baldringen gemeinsam mit weiteren 80 Gemeinden der Landkreise Trier und Saarburg dem im Februar 1946 von der übrigen französischen Besatzungszone abgetrennten Saargebiet angegliedert, das zu der Zeit nicht mehr dem Alliierten Kontrollrat unterstand. Am 6. Juni 1947 wurde diese territoriale Ausgliederung bis auf 21 Gemeinden wieder zurückgenommen, damit kam Baldringen an das 1946 neugebildete Land Rheinland-Pfalz.
Bevölkerungsentwicklung
Die Entwicklung der Einwohnerzahl von Baldringen, die Werte von 1871 bis 1987 beruhen auf Volkszählungen:
| Jahr | Einwohner |
| ---- | --------- |
| 1815 | 98        |
| 1835 | 149       |
| 1871 | 155       |
| 1905 | 183       |
| 1939 | 184       |
| 1950 | 162       |

| Jahr | Einwohner |
| ---- | --------- |
| 1961 | 163       |
| 1970 | 177       |
| 1987 | 169       |
| 2005 | 263       |
| 2011 | 273       |
| 2017 | 256       |

## Politik

### Gemeinderat
Der Ortsgemeinderat in Baldringen besteht aus sechs Ratsmitgliedern, die bei der Kommunalwahl am 9. Juni 2024 in einer Mehrheitswahl gewählt wurden, und der ehrenamtlichen Ortsbürgermeisterin als Vorsitzender.

### Bürgermeister
Jennifer-Laura Höfer wurde am 30. Juli 2019 Ortsbürgermeisterin von Baldringen. Bei der Direktwahl am 26. Mai 2019 war sie mit einem Stimmenanteil von 74,59 % gewählt worden. Bei der Direktwahl am 9. Juni 2024 wurde sie mit 81,5 % der Stimmen ohne Gegenkandidat für weitere fünf Jahre in ihrem Amt bestätigt.
Höfers Vorgänger Willi Emser hatte das Amt 30 Jahre ausgeübt, war 2019 aber nicht erneut angetreten.

### Wappen
| Wappen von Baldringen | Blasonierung: „In Gold ein mit silbernen Muscheln 1:3:1 belegtes rotes Kreuz.“ |
| Wappen von Baldringen | Wappenbegründung: Das rote Kreuz erinnert an die frühere Landesherrschaft von Kurtrier, die Muscheln an das im 15. Jahrhundert ausgestorbene Rittergeschlecht von Baldringen. Das Gemeindewappen existiert seit 1951. |